# Carlos Silva e Sousa
Carlos Eduardo da Silva e Sousa (Olhão, 13 de Abril de 1957 - 22 de Fevereiro de 2018), foi um advogado, cônsul, autarca e deputado português.

## Biografia

### Nascimento e formação
Carlos Silva e Sousa nasceu em 13 de Abril de 1957, na vila de Olhão. Licenciou-se na Faculdade de Direito de Lisboa.

### Carreira política e profissional
A sua principal profissão era como advogado, tendo ocupado várias funções junto da Ordem dos Advogados no Distrito de Faro. Trabalhou igualmente como agricultor, sendo responsável pela gestão da Quinta dos Correias, conhecida pela sua produção vinícola. Ocupou a posição de presidente na Confraria dos Enófilos e Gastrónomos do Algarve, e na Junta de Agricultores do Perímetro de Rega da Várzea de Benaciate. Também exerceu como cônsul da Lituânia, e como vice-cônsul de São Tomé e Príncipe para o Algarve.
Foi deputado na Assembleia da República durante um período de cerca de quatro anos, entre Junho de 2011 e Novembro de 2015, durante a XII Legislatura.
Carlos Silva e Sousa estava integrado no Partido Social Democrata, tendo feito parte do Conselho Nacional, e exercido como presidente da delegação concelhia de Albufeira e vice-presidente da delegação distrital. Presidiu igualmente à Assembleia Municipal de Albufeira durante três mandatos, tendo depois sido eleito como presidente daquela autarquia. Em Outubro de 2017, foi reeleito para o segundo mandato, durante o qual faleceu, em 2018.
Em 22 de Fevereiro de 2018, foi um dos autarcas que assinou a declaração conjunta para o final da exploração de hidrocarbonetos na costa nacional. Foi sucedido por José Carlos Rolo.

### Falecimento e homenagens
Carlos Silva e Sousa faleceu de ataque cardíaco em 22 de Fevereiro de 2018, na sua residência, aos 60 anos de idade.
O funeral teve lugar em 24 de Fevereiro, na Igreja Matriz de Albufeira, tendo depois sido feito o cortejo fúnebre pela cidade, que passou pela Avenida dos Descobrimentos, a Rotunda das Minhocas, e pelo Hospital Privado Lusíadas, terminando no Cemitério de Vale Pedras, onde foi enterrado Carlos Silva e Sousa.
Na sequência do seu falecimento, foi homenageado por várias organizações e partidos políticos da região, incluindo a comissão Algarvia do Partido Social Democrata, delegação algarvia do Partido Socialista e do Bloco de Esquerda de Albufeira, a Comissão de Coordenação e Desenvolvimento Regional do Algarve, e as autarquias de Tavira e São Brás de Alportel. As autarquias de Albufeira e Lagoa decretaram três dias de luto municipal.
Em 20 de Agosto de 2018, a autarquia de Albufeira homenageou-o com a Medalha de Honra do Município - Grau Ouro, no âmbito das comemorações do dia da cidade, tendo igualmente publicado uma obra biográfica e colocado o seu retrato na galeria dos presidentes. O seu sucesso, José Carlos Rolo, comprometeu-se a continuar as obras de Carlos Silva e Sousa, incluindo um programa de habitação social e um plano de drenagem de cheias. Durante a cerimónia, foi lida uma carta do Presidente da República, Marcelo Rebelo de Sousa, que enalteceu a conduta de Carlos Silva e Sousa como autarca, advogado e deputado. Também discursaram o diplomata José Alberto Alegria, que elogiou a sua carreira consular, e Paulo Freitas, presidente da Assembleia Municipal, que realçou a forma como Carlos Silva e Sousa marcou a cidade e no concelho.